# Madretsch
Madretsch (anciennement Mardrez) est une localité et une ancienne commune suisse du canton de Berne, dans l'arrondissement administratif de Bienne. C'est une banlieue qui a fusionné avec la commune de Bienne en 1920. Les quartiers de Madretsch-Nord et Madretsch-Sud sont distingués pour des raisons statistiques.
C'était anciennement une banlieue rurale avec des exploitations agricoles et des espaces verts, elle est désormais pleinement intégrée dans Bienne et a perdu son caractère local.
Les écoles locales enseignent en allemand et en français.

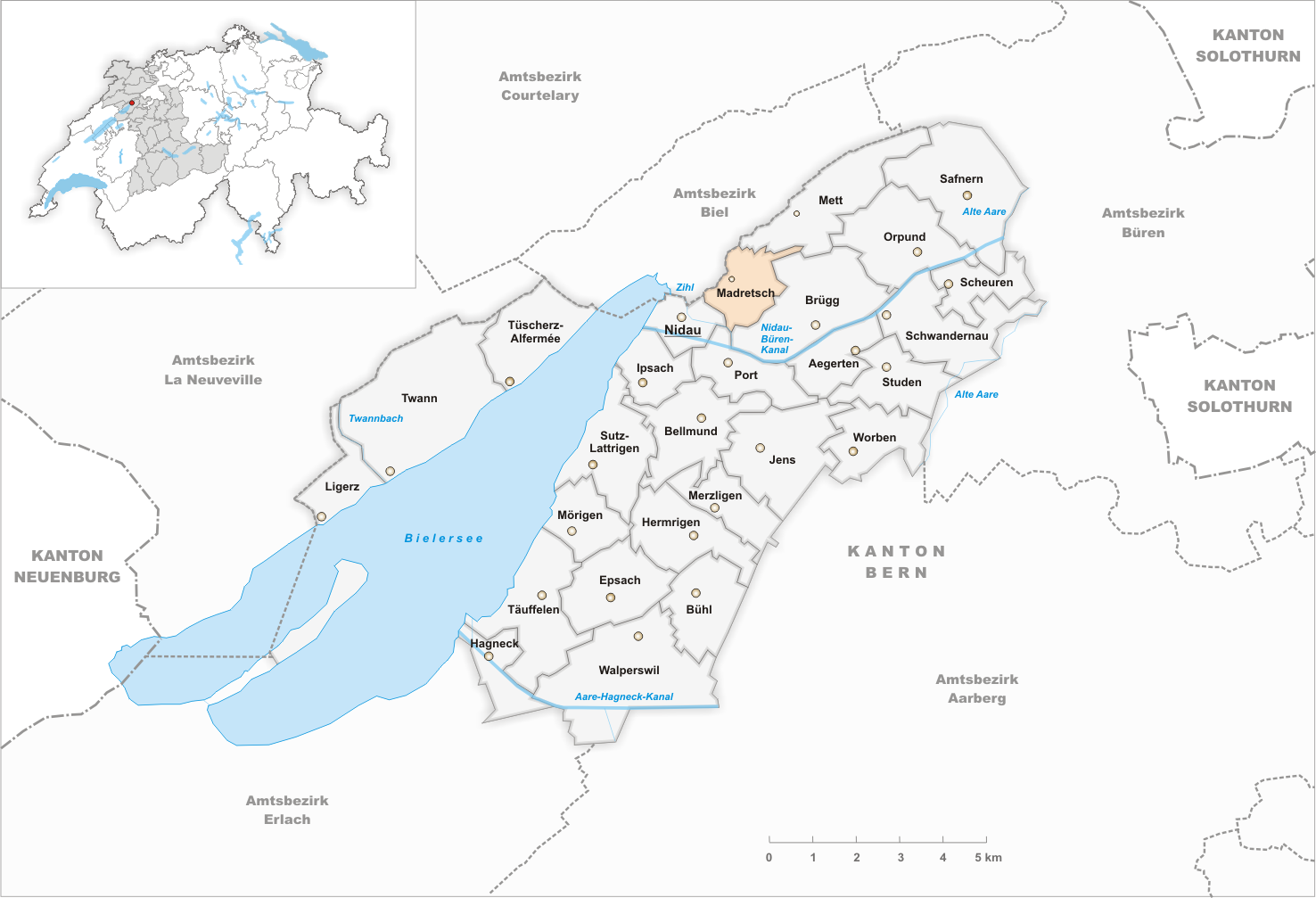
Madretsch avant la fusion avec Bienne
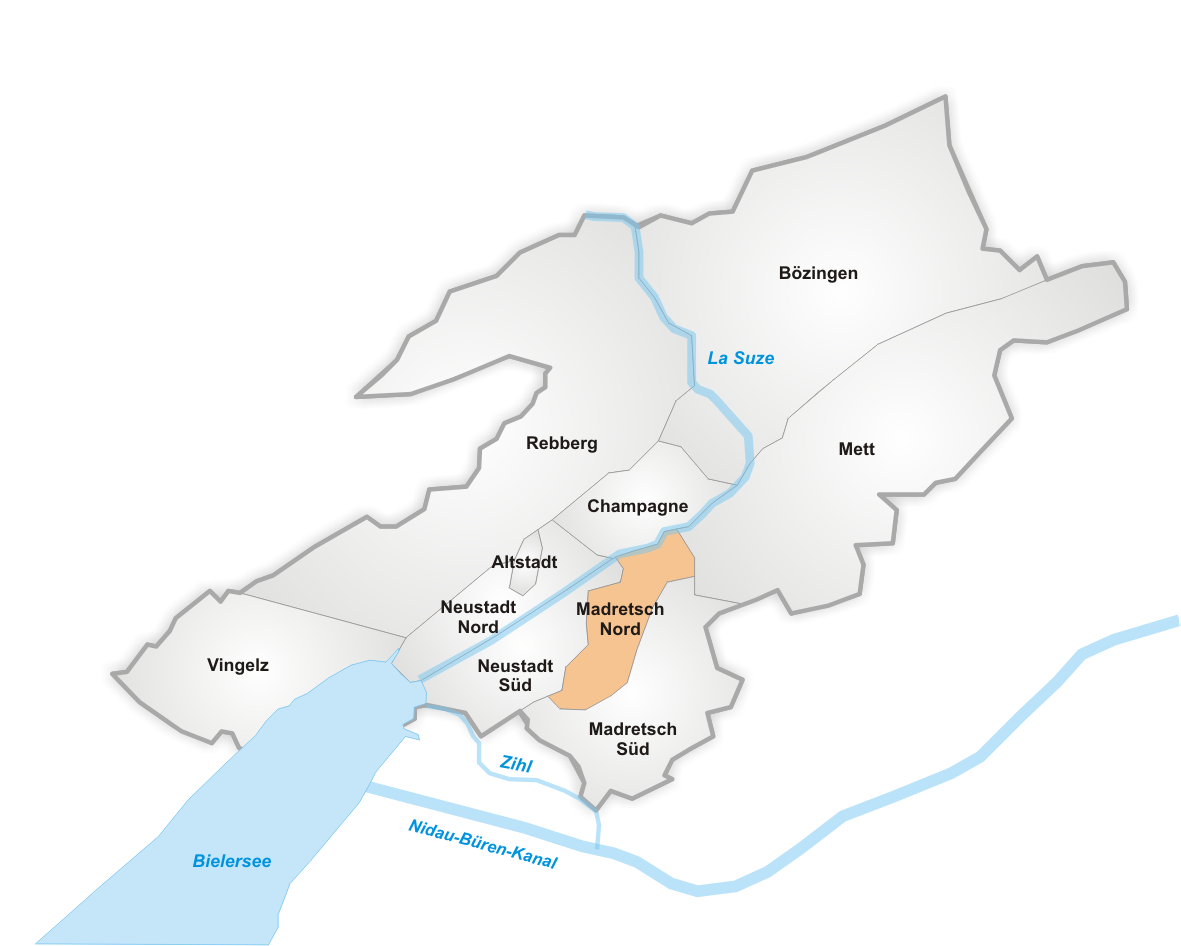
Madretsch Nord
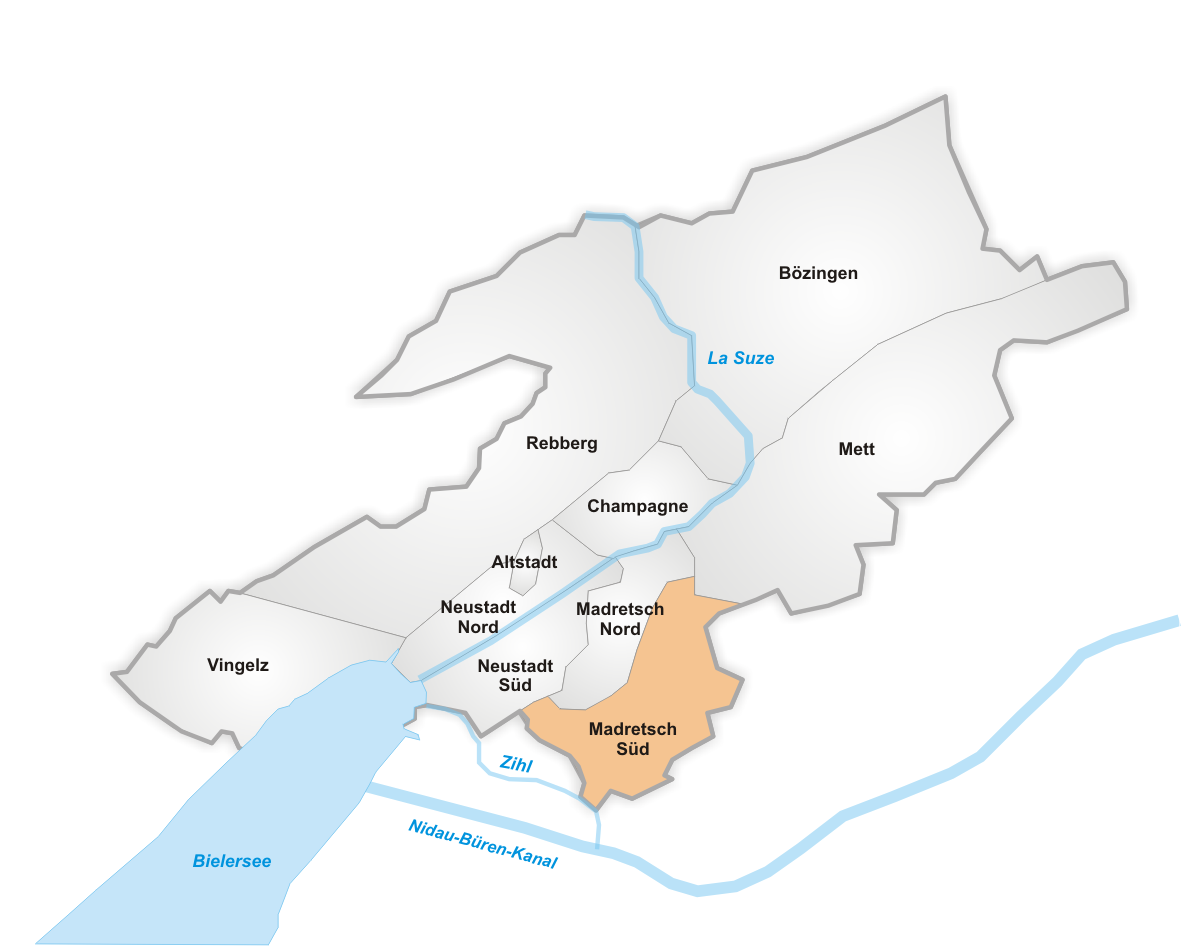
Madretsch Sud